# Carlos Manuel de Céspedes y Quesada
Pour les articles homonymes, voir Céspedes.
À ne pas confondre avec son père, le héros révolutionnaire Carlos Manuel de Céspedes.
Carlos Manuel de Céspedes y Quesada, né le 12 août 1871 à New York et décédé à La Havane le 28 mars 1939, est un écrivain et diplomate cubain et président de Cuba par intérim du 13 août au 5 septembre 1933.

## Biographie

### Jeunesse et carrière
Carlos Manuel de Céspedes y Quesada naît à New York en 1871 de Carlos Manuel de Céspedes et Ana Maria de Quesada y Loinaz. Il reçoit son éducation à New York, avant d'être emmené avec sa sœur jumelle par sa mère pour étudier en Allemagne. Il reçoit par la suite des diplômes en droit international et en diplomatie au collège Stanislas de Paris. Il retourne à Cuba en 1895 pour combattre pendant la guerre d'indépendance, qui dure jusqu'en 1898. Il reçoit alors le grade de lieutenant-colonel (en espagnol : teniente coronel) et est affecté au poste de gouverneur de la province de Santiago de Cuba.

### Débuts en politique

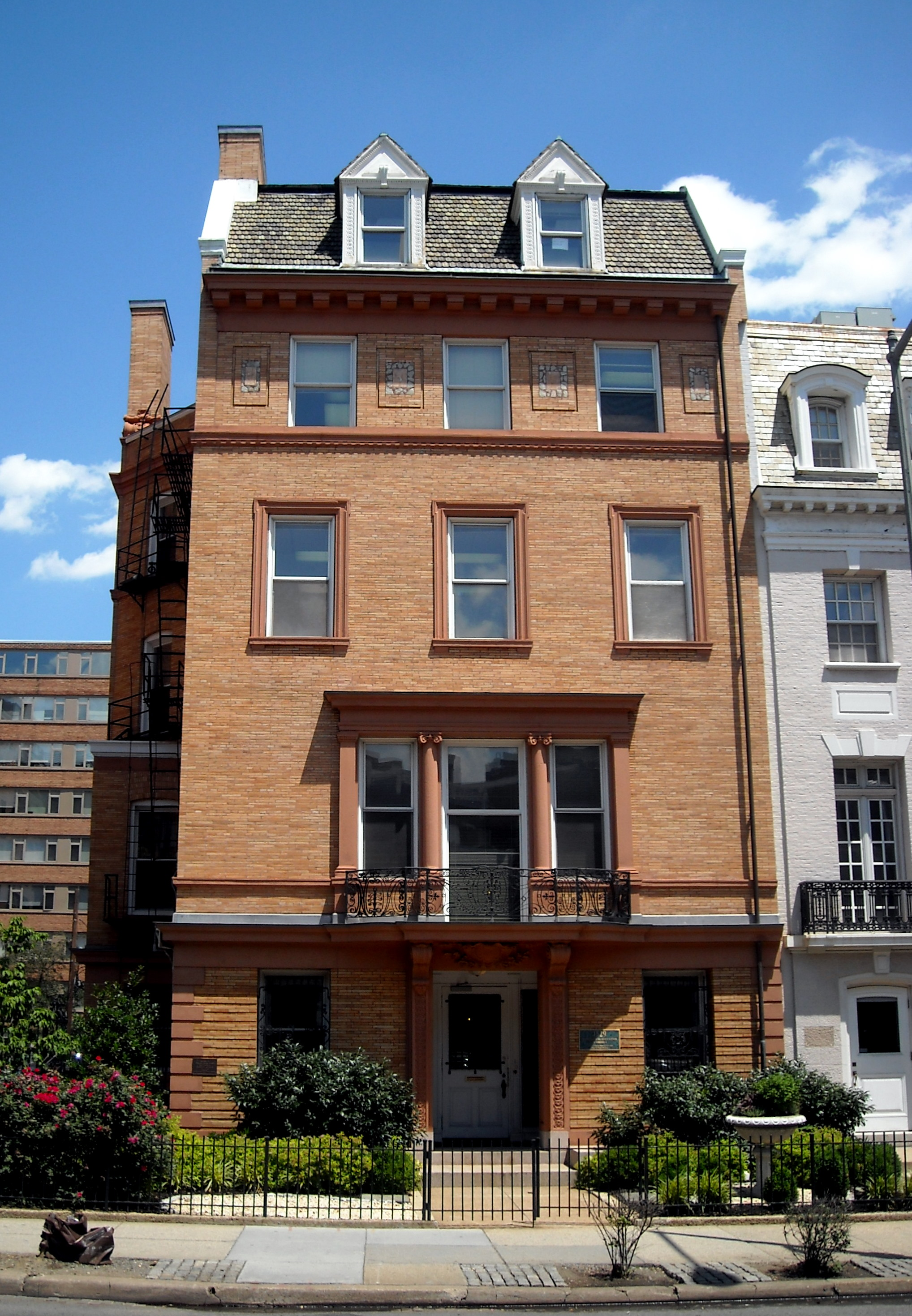
Ancienne ambassade de Cuba aux États-Unis à Washington, où Céspedes réside pendant qu'il est l'ambassadeur cubain aux États-Unis.

Il entre en politique peu après sa participation à la guerre et devient vice-président de la chambre des représentants (en) de 1902 à 1908. L'année suivante, il rejoint le service des relations internationales de Cuba et devient ministre pour l'Italie, l'Argentine et en tant qu'émissaire spécial pour la Grèce. De 1914 à 1922, il est ambassadeur de Cuba aux États-Unis, et retourne au pays pour devenir le ministre des Affaires étrangères sous Gerardo Machado, mais démissionne après une année en poste. Le président le nomme ensuite ambassadeur pour le Mexique, mais ce dernier remet son départ à plus tard pour des raisons médicales.

### Présidence
Ayant montré son soutien pour renverser le président Machado, on lui offre le poste de président après son départ le 12 août 1933, poste qu'il accepte après le départ de Herrera. Il forme alors un cabinet formé du colonel Federico Laredo Brú, le Dr Carlos Saladrigas Zayas (en), le Dr Joaquin Martinez Saenz, le Dr Eduardo Chibás (en), le Dr Rafael Santos Jiménez, le Dr Guillermo Belt, le Dr José Antonio Presno Bastiony, le Dr Nicasio Silverior, le capitaine Demetrio Castillo Pokorny et le Dr Raúl de Cárdenas Echarte (es).
Déjà, au 19 août 1933, le diplomate américain Sumner Welles (en), qui avait servi de médiateur lors de la destitution de Machado, note que les tensions avaient remonté, puisque beaucoup étaient mécontent que certains officiels du gouvernement Machado étaient restés en place et que les autres avaient eu l'immunité politique. Welles propose alors à Céspedes de tenir des élections générales dans cinq mois, pour former un gouvernement plus stable, proposition que Céspedes accepte. Le président met alors en place le décret no. 1298, qui annule les réformes adoptées en 1928 et qui réinstaure la Constitution cubaine de 1901 (en). Il propose aussi de dissoudre toutes les institutions mises en place par Machado et promet de élections en février 1934 pour apaiser la population.
Sa tentative de stabilité est peu efficace, et 11 jours seulement après l'adoption du décret, Céspedes est destituté. Du 4 au 5 septembre, la rébellion des Sergents (en) prend lieu, alors que Céspedes visite les villes de Matanzas et Santa Clara, ravagées par des ouragans récents. À son arrivée dans la capitale, le président est accueilli par Ramón Grau et le groupe révolutionnaire Directorio Estudiantil Universitario (en), qui lui donnent un ultimatum, qu'il est contraint d'accepter. Son départ se fait sans violence et le pouvoir exécutif est rapidement pris par la Pentarchie de 1933 (en).

### Dernières années et vie personnelle
Après son départ, Céspedes continue d'occuper quelques fonctions diplomatiques, en devenant ambassadeur en Espagne. À son retour en 1935, il écrit plusieurs livres, incluant Carlos Manuel de Céspedes, Las Banderas de Yara y de Bayamo et Manuel de Quesada y Loynáz.
Il a aussi reçu plusieurs distinctions, incluent la grande croix de l'ordre de la Couronne de Belgique, la grande croix de l'ordre du Mérite de la République italienne, la grande croix de l'ordre du Soleil du Pérou, la grande croix de l'ordre du Mérite civil de l'Espagne, le grand collier de l'ordre du Libérateur du Venezuela, l'ordre du Mérite du Chili, la médaille de l'ordre national de la Légion d'honneur de la France et l'ordre des Saints-Maurice-et-Lazare, entre autres.
Il était aussi cousin du poète Pedro Figueredo. En 1915, il marie l'italienne Laura Bertini y Alessandri à Rome, puis à une seconde cérémonie à l'hôtel de ville de New York en présence du maire John Purroy Mitchel. Le couple a un enfant, l'écrivaine Alba de Céspedes.
Il meurt le 28 mars 1939 à La Havane, dans le quartier Vedado (en), d'une crise cardiaque. Il est enterré au cimetière Christophe Colomb.